# Universidad Ben-Gurión del Néguev
La Universidad Ben-Gurión del Néguev (en hebreo: אוניברסיטת בן גוריון בנגב) fue creada en 1969, en Beerseba, Israel. Por mandato se le asigna a la universidad el promover el desarrollo de la región del Néguev, inspirada por la visión del Primer ministro de Israel, David Ben-Gurión, quien creyó que el futuro del país pasa por el sur relativamente subdesarrollado. Su primer presidente fue Moshé Prywes.
Inicialmente nombrada como "Universidad del Néguev", cambiaron su nombre al de "Universidad Ben-Gurión del Néguev" después de la muerte de Ben-Gurión en noviembre de 1973. La universidad también mantiene dos campus anexos, uno en Eilat y otro cerca del kibutz Sde Boker, donde Ben-Gurión pasó sus años del retiro, denominado Midreshet Ben-Gurión. La Universidad Ben-Gurión del Néguev es la sede del Instituto Jacob Blaustein para la investigación del desierto, que concede las graduaciones y los doctorados en temas relacionados con el desierto. Con una inscripción actual de 17.400 estudiantes, es una de las universidades de crecimiento más rápido de Israel.
La Universidad Ben-Gurión del Néguev tiene facultades de: 
- Humanidades y ciencias sociales
- Ciencias naturales
- Ciencias de la ingeniería
- Ciencias de la salud
- Administración
- Investigaciones del desierto.

## Programas de estudiantes Internacionales
La mayoría de los cursos se realizan en hebreo, pero también se imparten en la universidad varios programas en lengua inglesa que atraen a estudiantes de todo el mundo:
- Maestría de Artes en Estudios de Oriente Medio (MAEOM).
- La Escuela Internacional Albert Katz para los Estudios del Desierto, ubicada en el Instituto de Investigación Jacob Blaustein, en el campus del kibutz Sde Boker, ofrece programas de graduación en estudios del desierto.
- En colaboración con la Universidad de Columbia, un programa único en salud internacional es ofrecido por la facultad de medicina.
- La Escuela de Administración ofrece un programa de honor a tiempo completo de Administración y Dirección de Empresas. (ADE).
- El Departamento de Literatura Extranjera y Lingüística ofrece programas de Administración de Empresas y Maestría de Artes, impartidos en inglés.
- El programa Ginsburg-Ingerman para estudiantes extranjeros ofrece programas académicos a corto, medio y largo plazo, así como estudios de lenguaje hebreo.
- Muchos departamentos aceptan intercambios, internados, alumnos y aprendices.

## Notables miembros de sus facultades
- Aaron Antonovsky, sociólogo
- Aharon Appelfeld, autor
- Eliezer Shkedi, comandante en jefe de la Fuerza Aérea de Israel
- Charles Blattberg, ciencias políticas
- Avishay Braverman, antiguo rector de la universidad, economista y político
- Rivka Carmi, pediatra
- Haim Chertok, autor
- Shlomi Dolev, científico en informática
- Tikva Frymer-Kensky, erudito de la Biblia
- Neve Gordon, ciencias políticas
- Samuel Hollander, economista
- Etgar Keret, autor
- Benny Morris, historiador
- Amos Oz, autor
- Aviad Raz, sociólogo
- Danny Rubinstein, periodista
- Joshua Prawer, historiador
- Richard Shusterman, filósofo
- Charles Small, estudios urbanos y erudito de la política
- Carsten Peter Thiede, erudito de la Biblia
- Unni Wikan, antropólogo

## Alumnos notables
- Amira Dotan (ciencia del comportamiento, psicología), miembro del Knéset
- Gonen Segev (medicina), antiguo médico y miembro del Knéset
- Silvan Shalom (económicas, contabilidad), antiguo ministro Israelí de finanzas y ministro de asuntos exteriores
- Eliezer Shkedi (matemáticas, ciencia informática), Comandante de la Fuerza Aérea de Israel
- Yaakov Turner (ciencia del comportamiento), antiguo alcalde de Beerseba
- Mordechai Vanunu (geografía, filosofía), técnico nuclear y líder activista antinuclear
- Shelly Yachimovich (ciencia del comportamiento), periodista y miembro del Knéset